# Wenn Mädchen zum Manöver blasen
Wenn Mädchen zum Manöver blasen ist eine österreichisch-deutsche Erotik-Komödie aus dem Jahre 1974 von Franz Antel.

## Handlung
Österreich-Ungarn zur Jahrhundertwende. In einem kleinen Städtchen soll demnächst ein Manöver der kaiserlichen Armee abgehalten werden. Da die Soldaten auch nur Männer sind und sich vor Ort ein Mädchenpensionat für höhere, und wie man bald sieht, auch entkleidungswillige sowie außerordentlich attraktive und wohlgeformte Töchter befindet, werden entsprechende Vorsichtsmaßnahmen getroffen. Denn beim eventuellen Aufschäumen der Libido bei Männlein und Weiblein soll es nicht zu unerwünschten Sexualkontakten kommen. Pensionatsbetreiberin Comtesse Julia verhängt deshalb ein Herrenbesuchsverbot, doch die knackigen, jungen Damen, die bevorzugt barbusig herumlaufen, wissen sich zu helfen, um an die attraktiven Uniformträger heranzukommen. Die blonde Kathi beispielsweise plant, den anstehenden Krankenbesuch bei ihrer Tante Irene für anderweitige und durchaus „unzüchtige“ Aktivitäten zu nutzen.
Jene Tante ist die Gattin des Regimentskommandanten Oberst Bodo und wohnt in der benachbarten Kaserne. Gemeinsam mit ihren Freundinnen Ilona und Nina macht sich Kathi auf, um das eine oder andere Liebesabenteuer mit den schmucken Herren in Uniform zu erleben. Gern ermöglichen die jungen Männer den drei Hübschen Einlass in die Kasernenstube, und bald landen alle in den Kissen. Doch auch Wachtürme, Heustadel und die eine oder andere Freianlage wird gern für Sex genutzt.  Als Tante Irene aber plötzliche wieder gesund und munter ist, wird auch dem lotterhaften Treiben der jungen Leute – zunächst – ein jähes Ende gesetzt. Doch das beginnende Manöver ermöglicht erneut so manche lustvolle Begegnung in den Betten. Nun machen die Soldaten auch nicht mehr halt vor dem sittenstrengen Mädchenpensionat, denn die „Eroberung“ dieser bislang keuschen und nunmehr zur „Lustburg“ deklarierten Lern- und Erziehungsanstalt erklären die jungen Männer kurzerhand zum Manöverziel. Das Durcheinander wird perfekt, als nun der Feldwebel für den Internatsleiter und der Briefträger für den Hauptmann gehalten wird.

## Produktionsnotizen
Wenn Mädchen zum Manöver blasen erlebte seine Uraufführung am 23. August 1974.
Carl Szokoll war Herstellungsleiter, Kurt Kodal Produktionsleiter. Erich Tomek verfasste das Drehbuch unter Pseudonym Florian Burg. Ferry Windberger entwarf die Filmbauten, Johanna Ott die Kostüme. Otto W. Retzer übernahm die Aufnahmeleitung.
Alexander Grill ist in dem Film erstmals in einer Hauptrolle, noch dazu einer Doppelrolle, zu sehen. Erich Padalewski, ein bekannter Darsteller der Löwinger-Bühne, spielt untypischerweise einen preußischen Offizier und wird von Heinz Reincke synchronisiert.

## Kritik
„Verwechslungen und Verwirrungen um einen schüchternen Lehrer, Soldaten und Internatsschülerinnen. Ein platter Klamauk, in dem Kasernenhofspäße und Zoten den Handlungsablauf bestimmen.“